# Zamárdi
Zamárdi je mađarski grad koji se nalazi u šomođskoj županiji na jugoistoku zemlje. Smješten je na južnoj obali jezera Balaton.

## Povijest
Zamárdi je prvo mjesto na obali Blatnog jezera koje se spominje u povelji kralja Ladislava gdje je darovao posjed. U razdoblju od kraja šestog do početka osmog stoljeća ovdje su živjeli Avari te su arheolozi izvan sela otkrili 2.300 grobnica.
Tijekom srednjeg vijeka ovo mjesto je bilo poznato po proizvodnji vina a bilo je napušteno tijekom turskih osvajanja kada je krajem 16. stoljeća razoreno. 1927. godine Zamárdi je bio veća zajednica dok je u razdoblju od 1932. do 1943. koristio ime Balatonzamárdi. 1. srpnja 2008. Zamárdi dobiva status grada (mađ. Város).

## Klima
Grad se nalazi u umjerenom pojasu dok prosječna godišnja temperatura iznosi 10,3 °C a broj sunčanih sati 1.900 - 2.000 sati godišnje. Najtopliji mjesec je srpanj s prosječnom temperaturom od 21 °C a najhladniji siječanj s prosjekom od -1,1 °C
Prevladavaju sjeverozapadni vjetrovi a ovdašnja karakteristika je da tijekom ljetnih mjeseci zna iznenada izbiti oluja koju prate jaki vjetrovi, ali ona brzo prođe. Godišnja količina oborina u prosjeku iznosi 700 mm.

## Gospodarstvo
Glavne gospodarske grane ovog kraja bile su vinogradarstvo, stočarstvo i ribarstvo. Poljoprivreda je ostala dominantna do 1960-ih kada primarnim postaje turizam koji je vezan uz obližnje jezero Balaton. Osim kao kupalište, jezero se od 2007. godine koristi za održavanje Balaton Sounda, najvećeg europskog festivala elektronske glazbe na otvorenom.

## Promet
Grad se nalazi na glavnoj cesti broj 7. Također, dostupne su i autocesta M7 te željeznička linija Budimpešta - Székesfehérvár - Nagykanizsa.

## Sestrinski gradovi
Zamárdi je sestrinski grad s četiri grada iz središnje Europe a to su:
| - Viljan, Mađarska - Vețca, Rumunjska - Ustrzyki Dolne, Poljska - Malsch, Njemačka |

## Vanjske poveznice
- Službena web stranica Zamárdija